# Championnats de France de patinage artistique 1999
Navigation
Championnats de France 1998 Championnats de France 2000
Les championnats de France de patinage artistique 1999 ont eu lieu du 18 au 20 décembre 1998 à la patinoire Charlemagne de Lyon. 
Les championnats accueillent 4 épreuves: simple messieurs, simple dames, couple et danse sur glace.

## Podiums
| Épreuves                            | Or                                 | Argent                               | Bronze                                  |
| Messieurs résultats détaillés       | Laurent Tobel                      | Vincent Restencourt                  | Thierry Cérez                           |
| Dames résultats détaillés           | Laëtitia Hubert                    | Vanessa Gusmeroli                    | Christelle Miro                         |
| Couples résultats détaillés         | Sarah Abitbol / Stéphane Bernadis  | -                                    | -                                       |
| Danse sur glace résultats détaillés | Marina Anissina / Gwendal Peizerat | Dominique Deniaud / Martial Jaffredo | Isabelle Delobel / Olivier Schoenfelder |

## Détails des compétitions

### Messieurs
| Rang | Nom                  | Points | Prog. court | Prog. libre |
| ---- | -------------------- | ------ | ----------- | ----------- |
| 1    | Laurent Tobel        | 2.0    | 2           | 1           |
| 2    | Vincent Restencourt  | 2.5    | 1           | 2           |
| 3    | Thierry Cérez        | 6.0    | 6           | 3           |
| 4    | Frédéric Dambier     | 6.5    | 5           | 4           |
| 5    | Stanick Jeannette    | 6.5    | 3           | 5           |
| 6    | Gabriel Monnier      | 8.0    | 4           | 6           |
| 7    | Maxime Duchemin      | 12.5   |             |             |
| 8    | Cyril Brun           | 13.5   |             |             |
| 9    | Julien Kauffmann     | 14.5   |             |             |
| 10   | Mathieu Delcambre    | 14.5   | 7           | 11          |
| 11   | Jean-Michel Debay    | 15.0   | 10          | 10          |
| 12   | Cyril Deplace        | 18.0   | 12          | 12          |
| 13   | Laurent Porteret     | 21.5   | 17          | 13          |
| 14   | Fabien Millasseau    | 21.5   | 15          | 14          |
| 15   | Nicolas Beaudelin    | 22.0   | 8           | 18          |
| 16   | Nicolas Pontois      | 24.0   | 14          | 17          |
| 17   | Medhi Nafakh         | 25.5   | 21          | 15          |
| 18   | Terrence Besnier     | 25.5   | 19          | 16          |
| 19   | Grégory Reverdiau    | 28.0   | 18          | 19          |
| 20   | Yoann Deslot         | 29.0   | 16          | 21          |
| 21   | Frédéric Marchand    | 31.5   | 23          | 20          |
| 22   | Jérôme Blanchard     | 32.0   | 20          | 22          |
| 23   | Christophe Quedville | 34.0   | 22          | 23          |

### Dames
| Rang | Nom                | Points | Prog. court | Prog. libre |
| ---- | ------------------ | ------ | ----------- | ----------- |
| 1    | Laëtitia Hubert    | 2.0    | 2           | 1           |
| 2    | Vanessa Gusmeroli  | 2.5    | 1           | 2           |
| 3    | Christelle Miro    | 5.5    | 3           | 4           |
| 4    | Gwenaëlle Jullien  | 6.5    | 7           | 3           |
| 5    | Julie Cortial      | 7.0    | 4           | 5           |
| 6    | Carole Azario      | 10.5   | 5           | 8           |
| 7    | Céline Masson      | 11.0   | 10          | 6           |
| 8    | Géraldine Zulini   | 11.0   | 8           | 7           |
| 9    | Anne-Sophie Calvez | 12.0   | 6           | 9           |
| 10   | Sophie Favrichon   | 14.5   | 9           | 10          |

### Couples
| Rang | Nom                               | Points | Prog. court | Prog. libre |
| ---- | --------------------------------- | ------ | ----------- | ----------- |
| 1    | Sarah Abitbol / Stéphane Bernadis | 1.5    | 1           | 1           |

### Danse sur glace
| Rang | Nom                                     | Points |
| ---- | --------------------------------------- | ------ |
| 1    | Marina Anissina / Gwendal Peizerat      | 2.0    |
| 2    | Dominique Deniaud / Martial Jaffredo    | 2.5    |
| 3    | Isabelle Delobel / Olivier Schoenfelder | 5.0    |
| 4    | Alia Ouabdesselam / Benjamin Delmas     | 8.5    |
| 5    | Barbara Piton / Alexandre Piton         | 9.5    |
| 6    | Magali Sauri / Olivier Chapuis          | 12.0   |
| 7    | Nadine Lesaout / Emmanuel Huet          | 15.0   |
| 8    | Sophie Simon / Steven François          | 15.0   |
| 9    | ? Villard / ? Martiny                   | 18.0   |